# Morph the Cat
Morph the Cat è il terzo album in studio da solista del cantautore statunitense Donald Fagen (anche membro degli Steely Dan), pubblicato il 7 marzo 2006.
Il disco è stato pubblicato anche in versione surround 5.1, conquistando un Grammy nella categoria Best Immersive Audio Album.

## Tracce
1. Morph the Cat – 6:49
2. H Gang – 5:15
3. What I Do – 6:01
4. Brite Nitegown – 7:16
5. The Great Pagoda of Funn – 7:39
6. Security Joan – 6:09
7. The Night Belongs to Mona – 4:18
8. Mary Shut the Garden Door – 6:29
9. Morph the Cat (Reprise) – 2:53